# Gametogamia

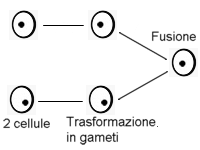
Immagine esemplificativa del processo della gametogamia in cui da due cellule che inizialmente si trasformano in due gameti e poi si fondono in uno unico.

Nella gametogamia le cellule si differenziano trasformandosi in gameti che successivamente si fondono.
I gameti vengono prodotti nei gametocisti degli unicellulari o nei gametangi dei pluricellulari.
Si parla di:
- gametogamia isogama quando i gameti sono assolutamente identici tra loro;
- gametogamia anisogama quando sono diversi solo fisiologicamente;
- gametogamia eterogama quando sono leggermente diversi anche per dimensioni: si distinguono un microgamete (maschile) e un macrogamete (femminile);
- gametogamia oogama quando sono perfettamente distinguibili fra loro: si distingue un gamete maschile mobile (anterozoide o spermatozoide o nucleo spermatico) e un gamete femminile immobile (oosfera od ovocellula) .[1]